# Надгробна проповідь і молитва

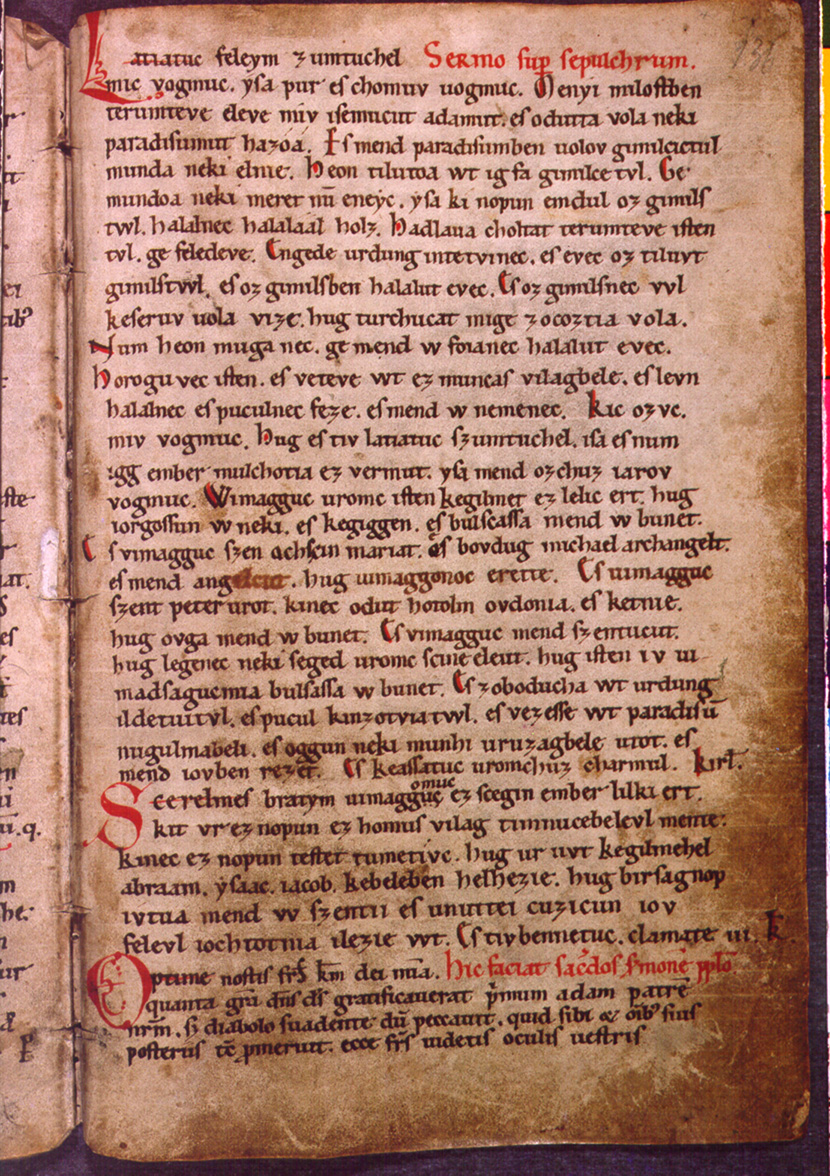
Оригінальний рукопис Молебного кодексу

Надгробна проповідь і молитва (угор. Halotti beszéd és könyörgés) — найдавніший відомий текст угорською мовою, написаний на манускрипті латиницею та датується 1192—1195 роками. Текст міститься у документі f.154a у Молебному кодексі. Існують кілька давніших письмових пам'яток угорською мовою X—XI століття, але вони містять лише окремі угорські слова або словосполучення, а «Надгробна проповідь і молитва» є першим повноцінним твором. З 1813 року рукопис зберігається у Будапешті в Угорщині, і зараз він знаходиться в Національній бібліотеці Сечені.

## Структура
Документ складається з двох частин: текст надгробної проповіді (26 рядків і 227 слів) і молитва (6 рядків і 47 слів). Якщо не враховувати повторювані слова, в тексті є 190 індивідуальних термінів. Робота була написана на основі латинської версії, яка знаходиться у цьому ж кодексі. Однак «Надгробна проповідь та молитва» — це окремий твір, що лише спирається на оригінал, а не є просто перекладом.

## Текст

### Надгробна проповідь
```
Sermo ſup ſepulchrum. Latiatuc feleym zumtuchel
mic vogmuc. yſa pur eſ chomuv uogmuc. Menyi miloſtben
terumteve eleve miv iſemucut adamut. eſ odutta vola neki
paradiſumut hazoa. Eſ mend paradiſumben uolov gimilcictul
munda neki elnie. Heon tilutoa wt ig fa gimilce tvl. Ge
mundoa neki meret nu[m] eneyc. yſa ki nopun emdul oz gimilſ
twl. halalnec halalaal holz. Hadlaua choltat terumteve iſten
tul. ge feledeve. Engede urdung intetvinec. eſ evec oz tiluvt
gimilſtwl. es oz gimilſben halalut evec. Eſ oz gimilſnek vvl
keſeruv uola vize. hug turchucat mige zocoztia vola.
Num heon muga nec. ge mend w foianec halalut evec.
Horogu vec iſten. eſ veteve wt ez muncaſ vilagbele. eſ levn
halalnec eſ poculnec feze. eſ mend w nemenec. Kic ozvc.
miv vogmuc. Hog eſ tiv latiatuv ſzumtuchel. iſa eſ num
igg ember mulchotia ez vermut. yſa mend ozchuz iarov
vogmuc. Wimagguc uromv iſten kegilmet ez lelic ert. hug
iorgoſſun w neki. eſ kegiggen, eſ bulſassa mend w bunet.
Eſ vimagguc ſzen achſcin mariat. eſ bovdug michael archangelt.
eſ mend angelcut. hug uimaggonoc erette. Eſ uimagguc
ſzent peter urot. kinec odut hotolm ovdonia. eſ ketnie.
hug ovga mend w bunet. Eſ vimagguc mend ſzentucut.
hug legenec neki ſeged uromc ſcine eleut. hug iſten iv ui-
madſagucmia bulſaſſa w bunet. Eſ zoboducha wt urdung
ildetuitvl. eſ pucul kinzotviatwl. eſ vezeſſe wt paradiſu[m]
nugulmabeli. eſ oggun neki munhi uruzagbele utot. eſ
mend iovben rezet. Eſ keaſſatuc uromchuz charmul. Kir[ie e]l[eison].
```

### Молитва
```
Scerelmes bratym uimagg(om)uc ez ſcegin ember lilki ert.
kit vr ez nopun ez homuſ világ timnucebelevl mente.
kinec ez nopun teſtet tumetivc. hug ur uvt kegilmehel
abraam. yſaac. iacob. kebeleben belhezie: hug birſagnop
ivtva mend vv ſcentii ef unuttei cuzicun iov
felevl iochtotnia ilezie vvt. Eſ tivbennetuc. clamate iii. k[yrie eleison].
```